# 福島県道128号会津若松会津高田線
福島県道128号会津若松会津高田線（ふくしまけんどう128ごう あいづわかまつあいづたかだせん）は、福島県会津若松市から大沼郡会津美里町に至る一般県道である。

## 路線概要
- 起点：会津若松市門田町大字堤沢字道西
- 終点：会津美里町松岸字川原
- 総延長：11.331 km[1]
  - 実延長：11.310 km
- 路線認定年月日：1959年（昭和34年）8月31日[2]

### 道路施設
本郷大橋
- 全長：528.1 m
- 幅員：14.0 m
- 開通：1988年（昭和63年）7月31日[3][4]

会津若松市門田町大字一ノ堰字土手外から会津美里町船場甲に至り、一級水系阿賀野川水系阿賀川を渡る。全長4,197 mに渡る都市計画道路門田本郷線重要幹線街路事業の一環として架橋された。橋上は上下対向2車線で供用されており、上下線両側に歩道が設置されている。
西沖橋
- 全長：18.5m
- 幅員：8.6m
- 竣工：1977年[6]

会津美里町北原、北原甲から穴田乙、堂ノ前に至り、一級水系阿賀野川水系氷玉川を渡る。
松岸橋
- 全長：65.6m
- 幅員：10.0m
- 竣工：1996年[6]

会津美里町旭三寄字岩渕から松岸字千苅田に至り、一級水系阿賀野川水系宮川を渡る。西詰側は国道401号に突当る丁字路である。

## 通過する自治体
- 福島県
  - 会津若松市 - 大沼郡会津美里町

## 接続・交差する道路
- 会津若松市内
  - 国道118号（国道121号重用区間）福島県道64号会津若松裏磐梯線千石通り（門田町大字堤沢字道西 起点）
  - 国道118号若松西バイパス（門田町大字一ノ堰字土手外）
- 会津美里町内
  - 福島県道130号会津高田会津本郷線・福島県道219号会津本郷停車場上米塚線（新町）
  - 福島県道72号会津坂下会津本郷線（福島県道131号下郷会津本郷線重用区間）（延命寺前甲）
  - 福島県道23号会津高田上三寄線（冨川字富岡）
  - 福島県道330号大内会津高田線（旭三寄字北村甲）
  - 国道401号（松岸字川原 終点）

## 沿線
- 会津鉄道会津線 南若松駅
- 会津本郷焼資料館
- 会津本郷郵便局